# 新北捷運公司
新北捷運公司（しんほくしょううんこうし、正式名称：新北大衆捷運股份有限公司）は台湾で運輸業を営む企業。新北捷運の運営母体として2018年に設立。新北市政府は既に市内を経由する台北捷運や桃園機場捷運の運営母体である台北捷運公司および桃園捷運公司に出資、主要株主となっているが、三鶯線や淡海軽軌など台北市内を経由しない建設中の路線については市政府が設立する自社運営となり、同一市内で3つの捷運公司が並立することになる。

## 沿革
淡海軽軌の建設が2013年2月に行政院で承認された時点では、その運営について新北市政府は「高雄捷運のように公企業ではない民間公司への委託」、「台北捷運公司（北捷公司）への委託運営」、そして「開業初期の乗客の少なさ、数年の赤字運営などにより北捷公司が引受できない場合は市政府自身が捷運公司設立」という3案があり、北捷公司も「あらゆる可能性を排除しない」としていた。
2017年6月8日、新北市議会での市政質疑にて新北市長朱立倫が民主進歩党新北市議会党員集会で出された「新北市政府による捷運公司設立の可否」に対する回答として、同年末もしくは翌2018年初頭に大衆捷運法に基づく公司設立を宣布した。新北市政府の計画によると、淡海軽軌は開業後最初の3年間は総額6.9億台湾ドルで高雄捷運公司に運行、保守などの直接的な業務を委託し、董事長や役員人事、財務・行政費用は新北市が担うとしている。これにより短期間で運営ノウハウを吸収できるだけでなく、専門人材の育成面などで時間とコストを削減できるとしている。
同年12月12日、新北市議会の2017年度予算審議で公司設立時の資本金3億元を計上することが条件付きで通過した。捷運工程局長によると、当初は公司設立を希望していなかったが、法令（大衆捷運法）を分析した結果、設置が必須であることを根拠としている。
年末より高雄捷運公司が淡海軽軌運行に関わる人材募集を開始した。
- 2018年
  - 1月26日 - 新北捷運公司設立、登記完了[8]。
  - 3月2日 - 董事会（役員会）で董事長に陳建宇を選出[9]。
  - 3月6日 - 新董事長体制発足[8]。

## 管轄
台北市内で完結する台北捷運路線はこの表からは除外している。
| 計画・建設／運営     | 台北捷運公司                                                   | 新北捷運公司                                 |
| -------------------- | -------------------------------------------------------------- | -------------------------------------------- |
| 台北市政府捷運工程局 | 淡水線 新荘線 蘆洲線 新店線 板橋線 土城線 環状線 萬大線（1期） | -                                            |
| 新北市政府捷運工程局 | 萬大線（2期）                                                  | 三鶯線 淡海軽軌 安坑軽軌 深坑線 五股泰山軽軌 |
| 桃園市政府捷運工程局 | -                                                              | 三鶯線（2期）                                |

## 組織
将来的に新北捷運公司が完全な自主運営を行った場合、淡海軽軌・安坑軽軌・三鶯線の3路線での雇用は1,000名を超えると見込んでいる。
- 董事長
  - 主任秘書
  - 会計監査室（稽核室）
  - 総経理（設立直後は董事長が兼任）[5][12]。
    - 軽軌副総経理
      - 軽軌営運処
      - 軽軌維修処

    - 計画副総経理
      - 工安処
      - 計画処（企劃室）
      - 行政処

    - 中運量副総経理
      - 中運量営運処
      - 中運量維修処

## 歴代董事長
| 代     | 姓名   | 就任時期      | 退任時期     | 備考                     |
| 董事長 | 董事長 | 董事長        | 董事長       | 董事長                   |
| ------ | ------ | ------------- | ------------ | ------------------------ |
| 1      | 李四川 | 2018年1月26日 | 2018年3月6日 | 新北市副市長。暫定職     |
| 2      | 陳建宇 | 2018年3月6日  | 現職         | 第24代中華民国交通部部長 |